# Mákis Keravnós
Mákis Keravnós (grec moderne : Μάκης Κεραυνός), né le 18 décembre 1951 à Larnaca, est un homme politique chypriote. Il est ministre des Finances depuis 2023.